# Разумовский, Пётр Алексеевич
граф Пётр Алексеевич Разумовский (1775—1835, Одесса, Российская империя) — русский аристократ, генерал-майор (1799), действительный камергер (1801), действительный статский советник (1806), последний русский представитель рода графов Разумовских.

## Происхождение и семья
Род Разумовских, происходивший из украинских крестьян, возвысился благодаря многолетней любовной связи Алексея Разумовского (1709—1771) с императрицей Елизаветой Петровной. Состоя, как считается, в тайном браке с Елизаветой, Алексей Разумовский не мог жениться и иметь законных детей. Однако его брат Кирилл (1728—1803), который возвысился благодаря ему и вместе с ним, и стал последним (до Павла Скоропадского) гетманом Украины, вступил в брак с Екатериной Нарышкиной. В этом браке родилось шесть сыновей, которые дожили до взрослого возраста, так что благополучию рода, казалось бы, ничего не угрожало.
Однако, это оказалось не так. Обладая колоссальным состоянием, Разумовские проматывали его с огромной скоростью; кичась своими знатностью и богатством, отличались, как правило, по отзывам современников (Васильчикова, Вигеля и других), самодурством и посредственными способностями; отличаясь любовью к женщинам, практически не имели законных детей.
Из шестерых братьев — сыновей гетмана Кирилла Разумовского, только старший, Алексей (1748—1822), имел двоих законных сыновей — Кирилла и Петра. Из них Кирилла он объявил сумасшедшим и потребовал заточить в Шлиссельбургскую крепость, где тот в самом деле помешался. Причины конфликта между отцом и сыном остались для современников неясны.
Таким образом, у шестерых братьев, владевших одним из крупнейших состояний в России, остался единственный законный наследник мужского пола — граф Пётр Алексеевич.

## Биография
Пётр Алексеевич Разумовский родился в 1775 году. Его отцом был Алексей Кириллович Разумовский, а матерью — Варвара Петровна, урождённая графиня Шереметева.
В 1783 году был записан сержантом Лейб-гвардии Измайловский полк, но фактически был слишком юн для несения службы. В 1790-х годах был отправлен в образовательное путешествие за границу под присмотром педагога по фамилии Шель. В 1793—1795 годах слушал лекции в Геттингенском университете, где одним из его профессоров был Шлёцер — один из основных специалистов по русской истории своего времени, соавтор Норманнской теории.
Произведённый еще в 1793 году (заочно) в прапорщики, Пётр Разумовский вернулся в Россию в 1795 году и стал адъютантом своего деда, Кирилла Разумовского. Указ императора Павла І об упразднении военных штатов фельдмаршалов, не состоящих на действительной службе, заставил молодого графа П. А. Разумовского в 1797 году поступить на «настоящую» должность: он был переименован в подполковники и зачислен в Астраханский гренадерский полк, а затем, в 1798 году, был произведен в полковники с назначением командиром сводного гренадерского батальона в армии своего дяди, генерала от инфантерии (затем фельдмаршала) Ивана Васильевича Гудовича. В августе 1799 года Разумовский был произведен в генерал-майоры и назначен шефом Староингерманландского мушкетерского полка, но всего полгода спустя вспыльчивый император Павел за какой-то проступок уволил его с военной службы. Пробыв в отставке восемь месяцев, Разумовский снова был принят на службу в Лейб-гвардии Измайловский полк.
Пётр Разумовский получал много денег от родителей и деда, но находился всегда в долгах, не брезговал даже заимствовать для собственных нужд деньги из полковой кассы. Военной службой Разумовский тяготился, и в мае 1801 года был пожалован в действительные камергеры с исключением из полка и из генеральского списка.
После этого Разумовский поселился в Санкт-Петербурге на одной квартире со своим младшим братом Кириллом и опять наделал много долгов; последнее побудило его отца хлопотать о переводе сына на службу в Одессу, к генерал-губернатору герцогу Ришелье. Это не пришлось по сердцу молодому графу: его страшила скука в отдалённой провинции. Тем не менее, он был назначен, в звании камергера и в чине действительного статского советника, чиновником по особым поручениям при Новороссийском губернаторе (1806). 
По другим данным, Пётр Разумовский в 1799 году связался с старообрядцами и стал ярым поборником ритуального самосожжения, был арестован и сослан на покаяние в Соловецкий монастырь, откуда освободился только в 1806 году «по принесении полного раскаяния», после чего и был направлен в Одессу на службу.
Все последующие годы Разумовский провёл в Одессе. Он был не чужд умственных занятий и завёл себе в Одессе великолепную библиотеку, которая после его кончины была распродана на торгах. Граф Разумовский умер в 1835 году в Одессе и был похоронен там же.
С его смертью в России пресёкся род графов Разумовских. Петра Разумовского, впрочем пережили его сводные (незаконные) братья: Перовские и Погорельский; незаконные дети его многочисленных дядьёв, а также двоюродный брат, австрийский граф Максимилиан Разумовский, который в России не был признан в графском достоинстве, так как его отец, Григорий Кириллович, женился на своей второй жене, не разведясь с первой.